# Viva la Bam
Viva la Bam – program rozrywkowy typu reality show (mimo że wiele fragmentów jest wyreżyserowanych) wyświetlanego w MTV, którego głównym bohaterem jest skater Bam Margera  jego rodzina oraz znajomi. Program był spin-offem Jackassa, gdzie występował Margera i większość osób z głównej obsady. Każdy odcinek miał specyficzny temat, misję lub wyzwanie, które wykonywane było poprzez robienie żartów, jeżdżenie na deskorolce i zwoływanie do pomocy przyjaciół i ekspertów.

## Produkcja
Obsada składała się z Ryana Dunna, Brandona DiCamillo, Raaba Himselfa, Brandona Novaka, Tima Glomba i Rake Yohna. W programie występowali również rodzice Margery, April i Phil oraz jego wujek Don Vito. Program, nagrywany był głównie w West Chester. Odwiedzono również Las Vegas, Atlantic City, Nowy Orlean, Los Angeles, Minneapolis, Meksyk, Brazylię i Europę.
Program zadebiutował 26 października 2003 w sieci MTV w USA i od tego momentu może być oglądany na całym świecie. Każdy sezon składa się z ośmiu półgodzinnych odcinków. Emisja piątego i ostatniego sezonu zakończyła się 14 sierpnia 2005. 

## Muzyka i goście
Muzykę w programie stanowią często piosenki ulubionych zespołów Margery, takich jak HIM, CKY, Bloodhound Gang, Cradle of Filth, Clutch, Turbonegro, Slayer, Gwar, Children of Bodom i The 69 Eyes. W programie pojawia się wiele przyjaciół Bama, m.in. Johnny Knoxville, Dudesons lub Tony Hawk oraz zespoły Bloodhound Gang, HIM, Slayer i Turbonegro.

### Gościnne wystąpienia
- The 69 Eyes
- Bomb Child
- Jenn Rivell
- Tony Hawk
- Bucky Lasek
- Compton Ass Terry
- Kerry Getz
- Tim O’Connor
- Kenny Hughes
- Jason Ellis
- Donny Barley
- Jack Osbourne
- Dave Grohl
- Tommy Lee
- Johnny Knoxville
- Ville Valo
- Hank von Helvette
- Sean Penn
- Hopper Penn
- Bloodhound Gang
- Slayer
- Turbonegro
- CKY
- HIM
- Dudesons
- Punxsutawney Phil
- Billy Idol
- GWAR
- Dani Filth
- Bob Burnquist
- Mike Vallely
- Team Metal Mulisha
- Jimmy Pop